# Bactrocera latifae
Bactrocera latifae är en tvåvingeart som först beskrevs av Anwar Cheema 1964.  Bactrocera latifae ingår i släktet Bactrocera och familjen borrflugor.
Artens utbredningsområde är Pakistan. Inga underarter finns listade.